# Либијско-египатски рат
Либијско-египатски рат је био краткотрајни погранични сукоб између Либије и Египта у јулу 1977. године. Борбе су започеле либијским нападом 21. јула, а већ 24. јула је договорен прекид ватре посредовањем алжирског председника Хуарија Бумедијена.

## Позадина
Односи између Либије и Египта константно су се погоршавали након Јомкипурског рата 1973. године. Муамер ел Гадафи није подупирао Садатову мирољубиву политику, а пропао је и покушај формирања уније између две земље. Египатска влада давала је подршку групи одметнутих либијских официра у покушају свргавања Гадафија с власти 1975, а након њиховог неуспеха допуштен им је азил у Египту. Египат је уз то 1976. године оптужио Либију да је ковала уроту за свргавање државног вођства Египта. Исте године, Садат је почео да концентрише египатске снаге на египатско-либијској граници и у томе имао подршку САД. Односи су се додатно заоштрили априла и маја 1977. године.

## Ток рата
Либијски демонстранти су јуна 1977. кренули у „марш на Каиро“ према египатској граници, где су их 20. јула зауставили египатски војници. Либијске снаге су 21. јула кренуле у напад на град Салум. Садат је према либијској армији послао три добро опремљене дивизије, које су убрзо уништиле либијске трупе. Египатска војска је уз помоћ ваздушних снага провалила у Либију и заузела неколико пограничних градова.
Убрзо су реаговале владе остлаих арапских држава и замолиле Садата да прекине инвазију на Либију (Садат и његови генерали планирали су да 26. јула покрену општи напад на Либију). Садат их је послушао и наредио својим снагама да се повуку из Либије.

## Примирје и последице
Примирје између две зараћене стране постигнуто је посредовањем алжирског председника Хуарија Бумедијена и Јасера Арафата. Садат је зауставио напредовање својих трупа 24. јула и пристао на прекид ватре.
Августа 1977, извршена је размена ратних заробљеника што је побољшало односе између две државе. Ратни губици Либије у рату били су 400, а Египта 100 погинулих.